# Cnicus benedictus
El cardo bendito (Cnicus benedictus) es una especie de fanerógama perteneciente a la familia de las Asteraceae/Compositae.  
- Nota: la especie está considerada hoy día un sinónimo reemplazado por Centaurea benedicta (L.) L., Sp. Pl., ed. 2, vol. 2, p. 1296, 1763, que entonces es la especie válida.[1]

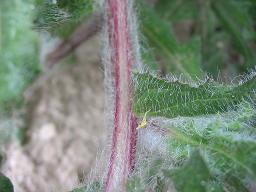
Tallo rojizo pubescente.

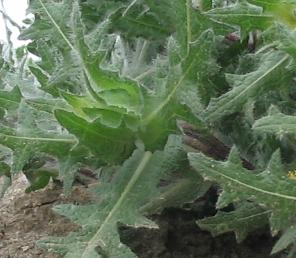
Hojas velludas y espinosas.

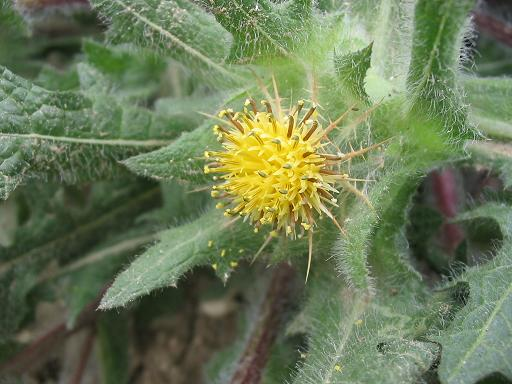
Capítulo rodeado de hojas.

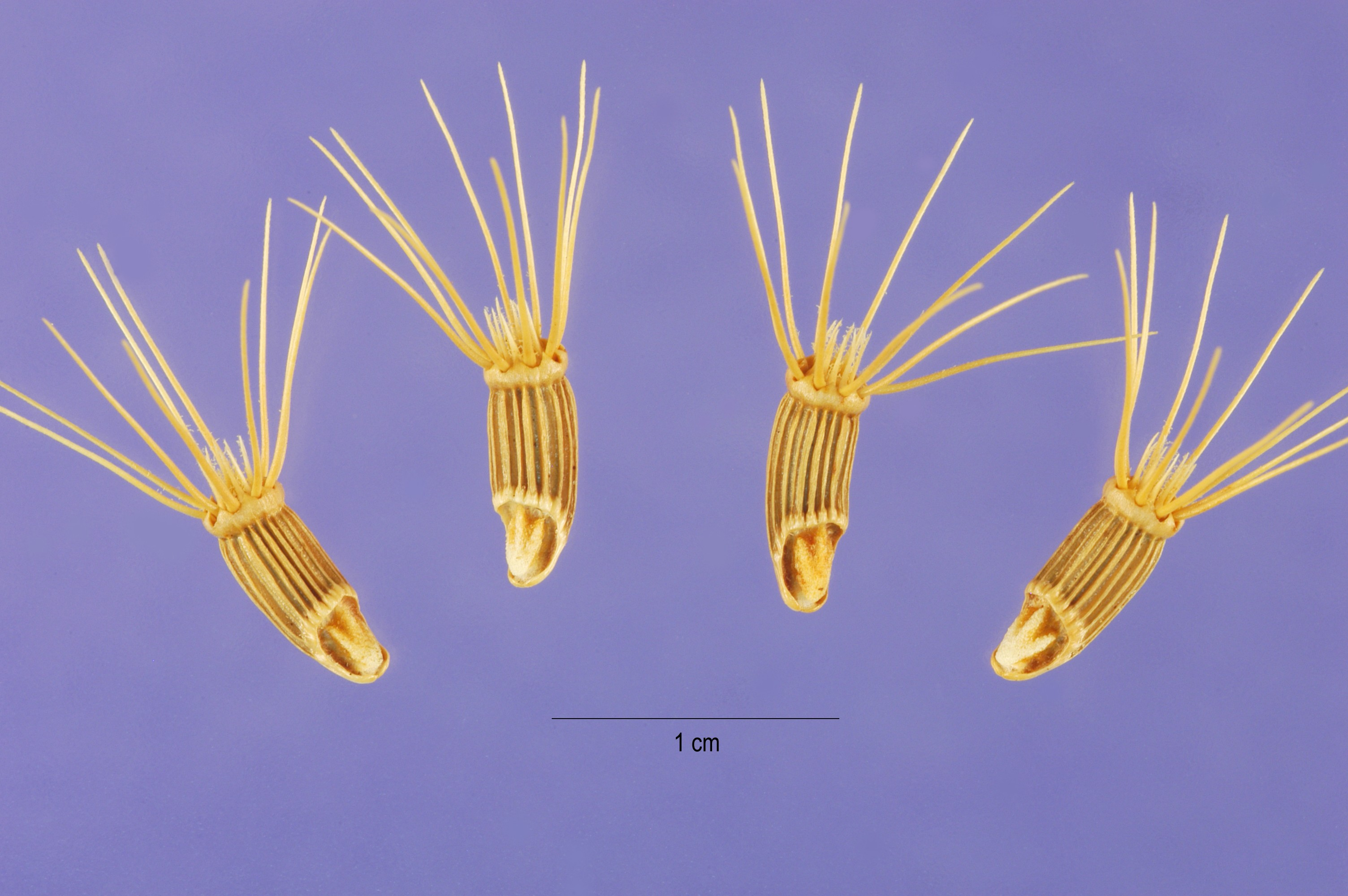
Cipselas sueltas.

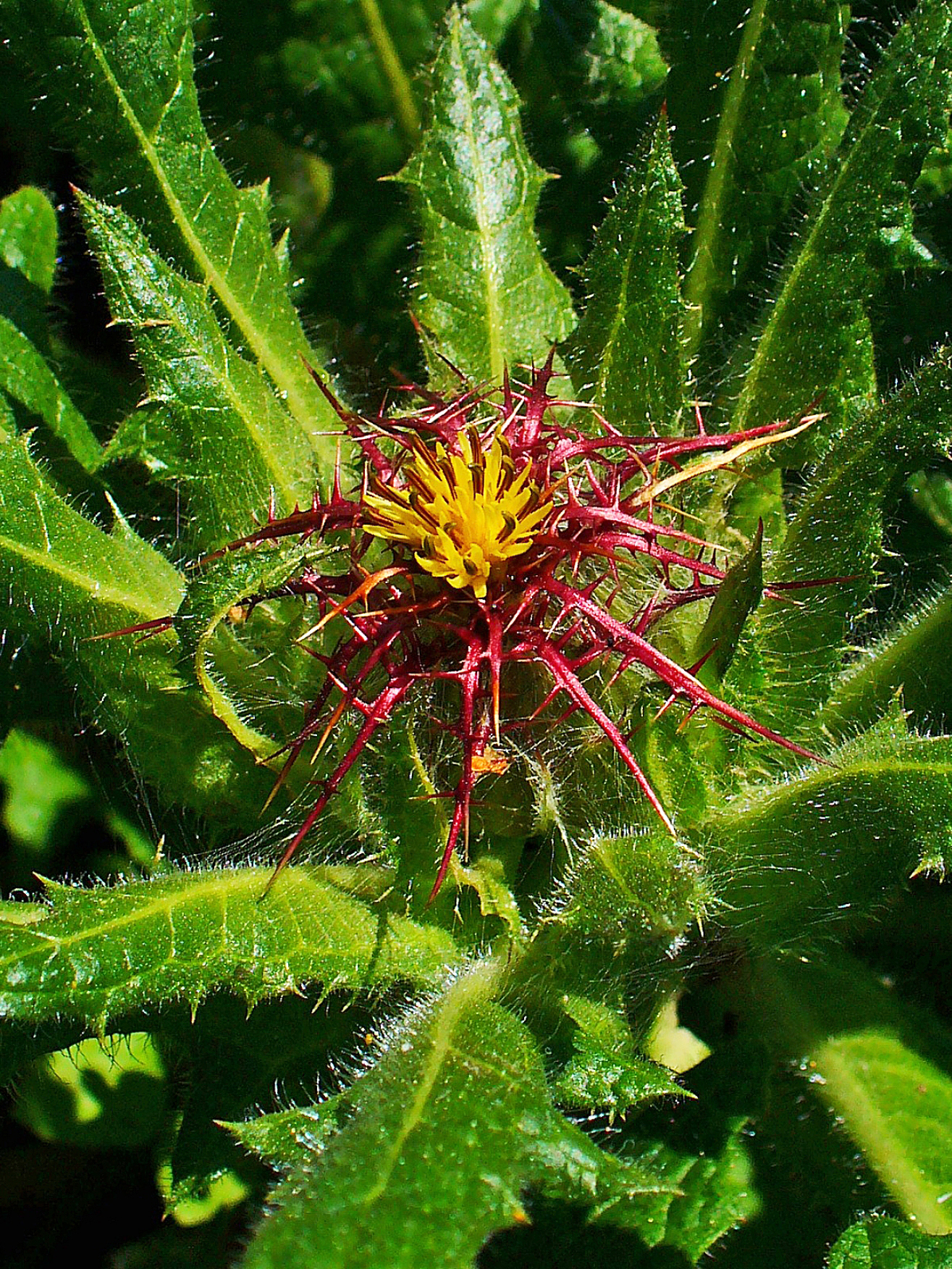
Detalle de la flor

## Descripción
Es una planta anual, cubierta de pubescencias, aunque carente de espinas en el tallo, hirsuto, que es a menudo procumbente. Este último es bastante ramificado y a menudo de color rojizo, de sección redondeada o algo angulosa y estriada longitudinalmente. Mide hasta unos 60 cm de alto, pero generalmente es mucho más corto, incluso prácticamente acaule. A la inversa, en las zonas donde se cultiva, puede llegar al metro de altura, por ejemplo en Rumania.  El involucro cuenta con brácteas internas pectinadas espinosas de color oscuro y más o menos extendidas y patentes hasta algo reflejas. Las exteriores son mucho más sencillas, estrechas y con solamente una espina apical. Están rodeadas —sobre todo en estadios jóvenes de la planta— de un abundante borra lanosa.  
Los capítulos son solitarios, rodeados de hojas; éstas, esencialmente caulinares, son alternas, lobadas o pinnatífidas, velludas y espinosas, y con el envés recorrido por una densa red de nervios blanquecinos.
Los flósculos son invariablemente de color amarillo, hermafroditos o estériles, con las anteras de los estambres oscuras sobresaliendo de un tubo de la corola muy fino, y miden unos 2-2,5 cm.
El fruto es un aquenio cilíndrico, algo curvado, glabro, de más o menos 1 cm de largo, con 20 surcos longitudinales y terminado por un anillo con 10 dientes, separadas por hendiduras por las cuales se erigen las cerdas externas del vilano. Este último tiene dos filas de cerdas rígidas, las internas cortas (2-5), ásperas y las externas largas (9-10 mm), lisas o algo ásperas; tiene un eleosoma lateral basal notablemente desarrollado

## Distribución
Es originaria de la región del Mediterráneo, desde Portugal y hacia el este hasta el mar Caspio. En España está repartida por prácticamente todo el territorio peninsular, en particular en la zona centro y el noreste. Introducida en el este de Australia, Estados Unidos oriental y occidental y casi toda Suramérica, así como en diversos países del centro y norte de Europa (Bélgica, Gran Bretaña, Irlanda, Alemania, Rusia y Ucrania). Cultivada en Rumania —donde puede llegar hasta 1 m de altura— Estonia y parte de Ucrania, con fines medicinales.

## Propiedades
Se usa tradicionalmente como desinfectante de heridas.
Principios activos: contiene lactonas sesquiterpénicas del tipo germacranólido: cnicina, acompañada de benedictina. Flavonoides: glucósidos del apigenol, luteol y kenferol. Trazas de aceite esencial: constituyentes triterpénicos y esteroídicos. Taninos. Abundantes sales minerales (10 a 20%). Trazas de alcaloides, en los frutos. Otros componentes: Heterósido amargo, aceite volátil, tanino, sales de potasio, resina, mucílagos.
Indicaciones: La cnicina es una sustancia amarga con efecto aperitivo, eupéptico, estomacal, colagogo, antibiótico, diurético, febrífugo, antiinflamatorio e hipoglucemiante; el aceite esencial tiene propiedades como bacteriostático y antifúngico; los flavonoides presentan acción de diurético. Popularmente se emplea en especial para el tratamiento de la inapetencia y las dispepsias hiposecretoras. También en diabetes ligeras y estados en los que se requiera un aumento de la diuresis: afecciones genitourinarias (cistitis, ureteritis, uretritis, pielonefritis, oliguria, urolitiasis), hiperazotemia, hiperuricemia, gota, hipertensión arterial, edemas, sobrepeso acompañado de retención de líquidos. Tópicamente en casos de herpes zóster. Antiguamente se usó para curar los sabañones. En homeopatía, la tintura preparada a partir de la planta fresca se usa para tratar hepatitis, ictericia y contra la artritis.
Contraindicado con el embarazo, lactancia, niños. Dosis excesivas pueden originar irritación de las mucosas digestivas, con vómitos y diarreas violentas. Estos efectos pueden presentarse incluso con dosis de 100 a 300 mg. Dada su toxicidad, está en desuso como antipirético. Cuando se prescriba a diabéticos, debe controlarse la glucemia para ajustar, si es necesario, las dosis de insulina o de antidiabéticos orales.
Se usa la planta entera. Se recolecta entre junio y julio. Decocción: 10 g/l. Infundir 10 minutos, 1 taza antes de las comidas como aperitivo, o después, como eupéptico. Macerado (20 g/l.), una a tres tazas al día.
De sus «virtudes» medicinales, ya conocidas en tiempos remotos, deriva su nombre específico benedictus, bendito.

## Taxonomía
Cnicus benedictus fue descrita por Carlos Linneo y publicado en Species Plantarum 2: 826. 1753.
Citología
- Tiene un número de cromosomas de 2n=22[8]

Etimología
Cnicus: nombre genérico que del griego κνεκος, y el latín cnicos, o cnecos, el cártamo, azafrán bastardo y otros Cardos parecidos. En Plinio el viejo, XXI, liii, 90, como cnecon
benedictus: epíteto latino que significa "alabado".
Sinonimia
- Centaurea benedicta (L.) L.
- Cnicus benedictus var. kotschyi Boiss.
- Cnicus benedictus var. microcephalus (K.Koch) Boiss.
- Carbenia benedicta (L.) Arcang.
- Carbenia benedicta (L.) Benth.
- Cnicus bulgaricus Panov
- Centaurea benedicta (L.) L.
- Cnicus microcephalus Boiss.
- Cnicus pseudo-benedictus Hort.Dorpat. ex Asch.
- Epitrachys microcephala K.Koch[11] p.p.[12][13]

## Nombres comunes
- Castellano: alcachofa, calcitrapa lanosilla, cardo, cardo bendito, cardo blanco, cardo-huso áspero, cardo santo, centaurea bendita, centaurea sudorífica, centaurea vellosa, panicardo, tangarnina, zorrina.[13]